# Pavona frondifera
Pavona frondifera är en korallart som beskrevs av Jean-Baptiste Lamarck 1816. Pavona frondifera ingår i släktet Pavona och familjen Agariciidae. IUCN kategoriserar arten globalt som livskraftig. Inga underarter finns listade i Catalogue of Life.